# حماية الطفل على الإنترنت
مبادرة حماية الطفل على الإنترنت (COP) هي مبادرة وضعها الاتحاد الدولي للاتصالات في عام 2008. وتعد مبادرة حماية الطفل على الإنترنت شبكة تعاونية دولية لحماية الأطفال في مختلف أرجاء العالم ضد التهديدات الموجودة عبر الإنترنت من خلال توفير الإجراءات القانونية والفنية والتنظيمية.

## الأهداف
الأهداف الرئيسية لمبادرة حماية الطفل على الإنترنت هي:
- تحديد المخاطر ونقاط الضعف التي يمكن أن يتعرض لها الأطفال في الفضاء الإلكتروني
- نشر التوعية بين واضعي السياسات والقطاعات الصناعية وأولياء الأمور والمعلمين بالإضافة إلى الأطفال ذاتهم
- تطوير أدوات عملية للمساعدة على الحد من المخاطر
- مشاركة المعرفة والخبرات[1]

وقد قام الاتحاد الدولي للاتصالات بعمل مجموعة عمل حول مبادرة حماية الطفل على الإنترنت وقام بتحسين التفويض الموكل إليها اعتمادًا على القرار رقم 179 الخاص بمؤتمر المندوبين المفوضين للاتحاد الدولي للاتصالات في عام 2010.

### الشركاء
ويعمل الاتحاد الدولي للاتصالات مع المنظمات التالية فيما يتعلق بمبادرة حماية الطفل على الإنترنت:
- اليونيسيف
- مكتب الأمم المتحدة المعني بالمخدرات والجريمة (UNODC)
- معهد الأمم المتحدة الإقليمي للأبحاث والجريمة والعدل (UNICRI)
- معهد الأمم المتحدة لأبحاث نزع السلاح (UNIDIR)
- المفوضية الأوروبية
- الإنتربول
- ENISA (وكالة أمان الشبكات والمعلومات الأوروبية)
- إنسيف (Insafe)
- منظمة الكومنولث للاتصالات (CTO)

وبالإضافة إلى ذلك، هناك العديد من منظمات المجتمع المدني والقطاع الخاص التي تشارك في هذا المشروع.